# The Seven Letters From Tibet
The Seven Letters From Tibet, también denominado Seven Letters From Tibet, es el trigésimo álbum de estudio del grupo alemán de música electrónica Tangerine Dream. Publicado en junio de 2000 por el sello TDI destaca por ser un álbum que no emplea percusión ni secuenciadores elementos característicos del sonido de la banda en toda su trayectoria.
Jim Brenholts, en su crítica para AllMusic, incide en que "la grabación es profundamente atmosférica, sombría y respetuosa, sin cruzar al lado oscuro. Las atmósferas son densas y brumosas y las imágenes son vivas y claras. Edgar Froese y Jerome Froese muestran claves para que los oyentes sean quienes las interpreten por sí mismos. Es una magnífica experiencia de meditación y música electrónica esencial".

## Producción

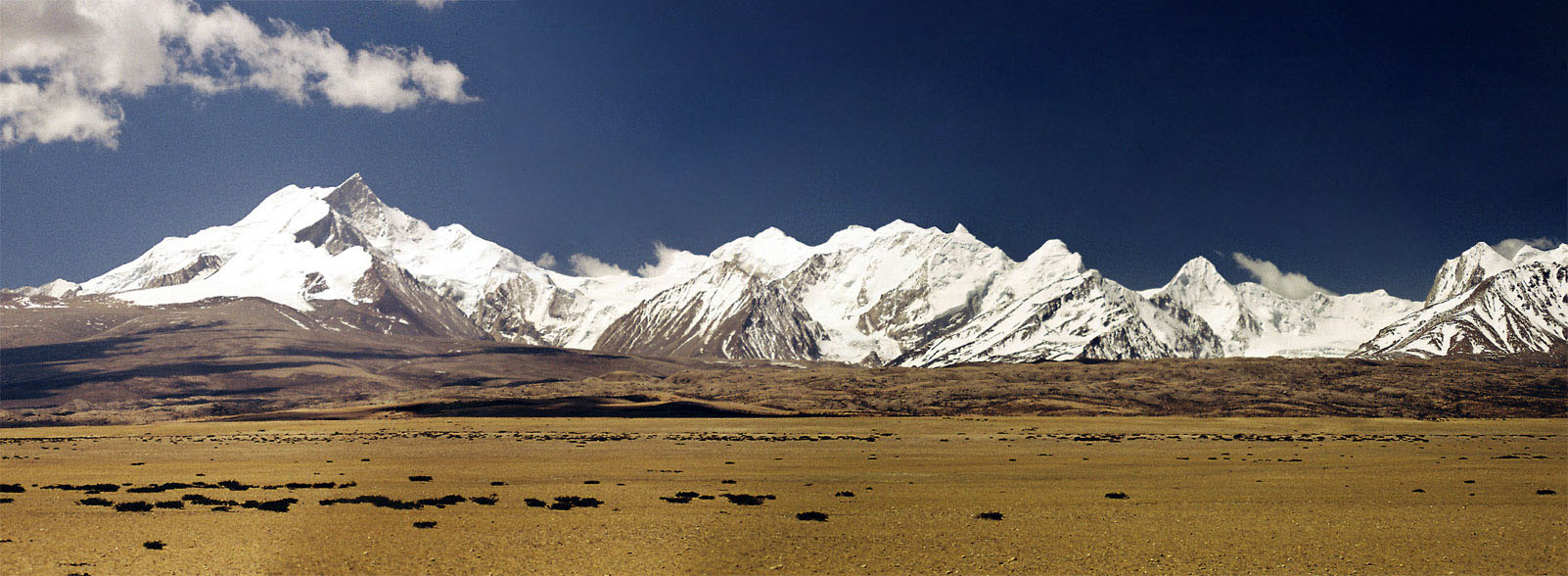
Panorámica del Tíbet

Grabado entre los años 1998 y 2000 en los estudios Eastgate de Berlín The Seven Letters From Tibet es considerado un álbum íntimo próximo a la música ambient estructurada en siete temas. En sucesivas reediciones se indicó como una de las principales motivaciones para su publicación servir de homenaje con motivo del fallecimiento de Monika Froese: esposa de Edgar, madre de Jerome y encargada de los diseños gráficos de álbumes de la banda como Rubycon, Force Majeure, Tangram, Exit, Hyperborea, Le Parc o Tyger. 

"Grabado fuera de sus obras habituales para películas y álbumes de estudio este álbum desvela uno de los lados más íntimos de la banda: una inspirada composición en siete partes que no contiene un solo ritmo de percusión o secuenciador. Cualquiera que busque algo fuera de lo común en la música quedará impresionado por el poder evocador de este CD."
Eastgate Music Shop (2000) 

A pesar de su posible vinculación política con la situación del Tíbet, cuestión debida al título del álbum, el grupo incidió en que no existía tal intencionalidad sino, más bien, un cierto sentido espiritual.

"Esta grabación no es compatible con ningún tipo de partido político o idea. Tampoco es la intención de los compositores apoyar o criticar cualquier tipo de movimiento espiritual dialéctico."
Tangerine Dream (2000) 

## Lista de temas
| N.º   | Título                       | Escritor(es)               | Duración |  |
| 1.    | «The Red Blood Connection»   | Edgar Froese Jerome Froese | 4:51     |  |
| 2.    | «The Orange Breath»          | Edgar Froese Jerome Froese | 6:17     |  |
| 3.    | «The Golden Heart»           | Edgar Froese Jerome Froese | 5:50     |  |
| 4.    | «The Green Land»             | Edgar Froese Jerome Froese | 7:30     |  |
| 5.    | «The Blue Pearl»             | Edgar Froese Jerome Froese | 14:10    |  |
| 6.    | «The Indigo Clouds»          | Edgar Froese Jerome Froese | 7:09     |  |
| 7.    | «The Purple Of All Curtains» | Edgar Froese Jerome Froese | 3:58     |  |
| 50:00 |                              |                            |          |  |

## Personal
- Edgar Froese - interpretación, diseño de cubierta y producción
- Jerome Froese - interpretación y masterización